# Moombi Corona
Moombi Corona est une corona, formation géologique en forme de couronne, située sur la planète Vénus par -64,5° S et 235,5° E. Elle est localisée dans le quadrangle de Barrymore. Elle a été nommée en référence à Moombi, Gikuyu (Kenya), la première femme, ancêtre de neuf tribus. 

## Géographie et géologie
Moombi Corona couvre une surface circulaire d'environ 100 km de diamètre. 